# Ian Campbell (rugby à XV)
Pour les articles homonymes, voir Ian Campbell et Campbell.
Pas d'image ? Cliquez ici

a Compétitions nationales et continentales officielles uniquement.

b Matchs officiels uniquement.
Dernière mise à jour le 1er octobre 2019.
Ian Campbell, né le 15 mai 1928 à Valparaíso (Chili) et mort le 9 novembre 2022, est un joueur international chilien de rugby à XV. Il a évolué comme demi d'ouverture et a été capitaine des Cóndores pendant plus de dix ans.
Considéré comme le meilleur joueur de l'histoire de son pays, il a été intronisé au Temple de la renommée World Rugby en 2012.

## Biographie
Ian Campbell naît à Valparaíso le 15 mai 1928. Son père, Colin Campbell (es), est un immigrant d'origine écossaise, entrepreneur et joueur de football qui a joué pour le Chili, avec qui il participe à la Copa Centenario Revolución de Mayo en 1910,. Ainsi qu'il l'explique lui-même, Ian Campbell fait partie de la deuxième génération d'immigrants de sa famille : son père Colin était né au Pérou de parents qui y étaient arrivés pendant la Guerre du Pacifique de 1879.
Ian Campbell commence à jouer au rugby à XV vers la fin de la seconde Guerre mondiale au lycée, la St Peter's Villa Alemana, près de Valparaíso, sur les pas de son frère Donald (es), qu'il admire grandement et auprès de qui il s'entraîne énormément au pied,,. Il défend d'abord les couleurs du Badminton Sports de Valparaíso, puis, après qu'il déménage à Santiago en 1945, celles du Prince of Wales Country Club (es) (PWCC), où il joue près de trente ans, jusqu'en 1971,,. Il fait ses débuts en première division dès l'âge de 15 ans, à cause de l'exode massif des joueurs d'origine britannique, appelés au front lors de la Seconde Guerre mondiale,.
En 1971, Ian Campbell et sa famille partent vivre à Taïwan. Ian a été marié à Betty, musicienne. Ils ont eu six enfants (cinq filles et un garçon), et quinze petits-enfants, parmi lesquels trois ont suivi la voie d'Ian : Santiago Fuenzalida, Joaquín Rodríguez et Cristobal Fontecilla. Santiago Fuenzalida (es) a été membre de l'équipe du Chili des moins de 20 ans avec laquelle il a pris part et terminé finaliste au Trophée mondial des moins de 20 ans 2008. Il est mort prématurément la même année à la suite d'un accident de la route avec son cousin Joaquín, à la suite duquel il a reçu de vibrants hommages de la part de ses coéquipiers,.
De retour au Chili, il s'inscrit à l'équipe des vétérans du PWCC, les Old Golds. Son épouse, qui l'a accompagné à tous ses matchs, est également présente pour son dernier match avec les vétérans, disputé à l'âge de 76 ans.
Ian Campbell est intronisé au Temple de la renommée World Rugby en 2012 avec son frère, Donald Campbell (es), pour avoir été les pionniers de leur sport au Chili, et les responsables de son essor dans les années 1950,. Il reconnaît lors de cette cérémonie avoir été grandement inspiré par son frère, qui l'a beaucoup entraîné au jeu au pied, devenant ambidextre. Le journaliste et historien argentin Hugo MacKern considère Campbell comme le « joueur le plus influent de l'équipe du Chili, à une époque où elle était devenue la deuxième meilleure équipe d'Amérique du Sud, se rapprochant de l'Argentine. »
Ian Campbell meurt le 9 novembre 2022 à l'âge de 94 ans.

## Carrière internationale
Se faisant remarquer comme un joueur du « centre du terrain » qui a une grande influence sur le jeu, Ian Campbell débute avec la sélection nationale à l'âge de 20 ans le 5 septembre 1948 face à l'Uruguay, à Buenos Aires, qui reste comme la première victoire du Chili face à ce pays, considéré jusqu'aujourd'hui comme le grand rival ; un rival contre lequel Cambell n'a jamais perdu,,,. Il est titularisé trois-quarts centre pour ce premier match post-guerre, dix ans après la première sélection de son frère Donald.
Il devient capitaine lors du tournoi inaugural du Championnat d'Amérique du Sud, en 1951, lors duquel le Chili termine troisième. Le match plein d'audace du Chili face à l'hôte argentin marque les observateurs et lui vaut de disputer par la suite des matchs contre des pays non sud-américains.
Il participe ainsi aux premiers duels internationaux du Chili face des équipes de tout premier plan : l'Irlande de Des O'Brien en 1952 sur le terrain du Stade français, ; la France de Roger Martine et Paul Labadie en 1954, ; l'Angleterre de Mike Smith en 1956 ; l'Afrique du Sud de John Gainsford en 1959 et à nouveau la France d'Arnaud Marquesuzaa en 1960.
Le Chili, toujours mené par Ian Campbell, termine encore deuxième du Championnat d'Amérique du Sud 1958, puis à nouveau en 1961, année de la retraite de Campbell. Le match contre l'Argentine (11-3), dont les observateurs jugent qu'il aurait dû être remporté par le Chili, a un goût d'autant plus amer pour Campbell qu'il a été marqué par sa défaillance au pied, manquant cinq pénalités, lui qui s'est distingué toute sa carrière pour cette qualité.
Quatorze ans après sa première sélection et après 16 capes — une moyenne faible d'environ un match par an de sa sélection qui « a considérablement freiné le progrès de plusieurs générations talentueuses de joueurs chiliens » — Ian Campbell prend ainsi sa retraite internationale en 1961 — jugée « prématurée » par les observateurs —, et sa retraite définitive en 1971,.
Dans les années 1950, il est reconnu comme étant l'un des meilleurs joueurs d'Amérique du Sud et comme un leader exceptionnel, et est considéré comme le père du rugby à XV au Chili (en),,.

## Style
Ambidextre et excellent au pied grâce à l'entraînement qu'il suit avec son frère Donald, Ian Campbell se définit comme un demi d'ouverture « très tactique, se plaisant à fatiguer l'adversaire en jouant beaucoup à la main en première mi-temps, pour les achever avec les avants en deuxième période ». Il reconnaît ne pas être un bon plaqueur. Javier Mascaró, ancien joueur et capitaine du Prince of Wales Country Club et des Cóndores dans les années 1980 se rappelle qu'il sortait du lot avec sa « technique extraordinaire », sa vision du jeu et sa vitesse.
Capitaine en sélection et en club, il est particulièrement reconnu pour sa capacité à mener ses joueurs,.